# Cultures de Seima-Turbino
Objets typiques
Pointes de lance en bronze
Les cultures de Seima-Turbino correspondent à un ensemble de sites funéraires comportant des objets en bronze similaires, datés d'environ 2300 à 1700 av. J.-C., découverts dans le nord de l'Eurasie, de la Finlande à la Mongolie. Ces vestiges suggèrent une origine culturelle commune, fondée sur une technique de travail du bronze avancée pour l’époque, et montrent un phénomène de diffusion dont la rapidité ne laisse pas d'étonner les archéologues.

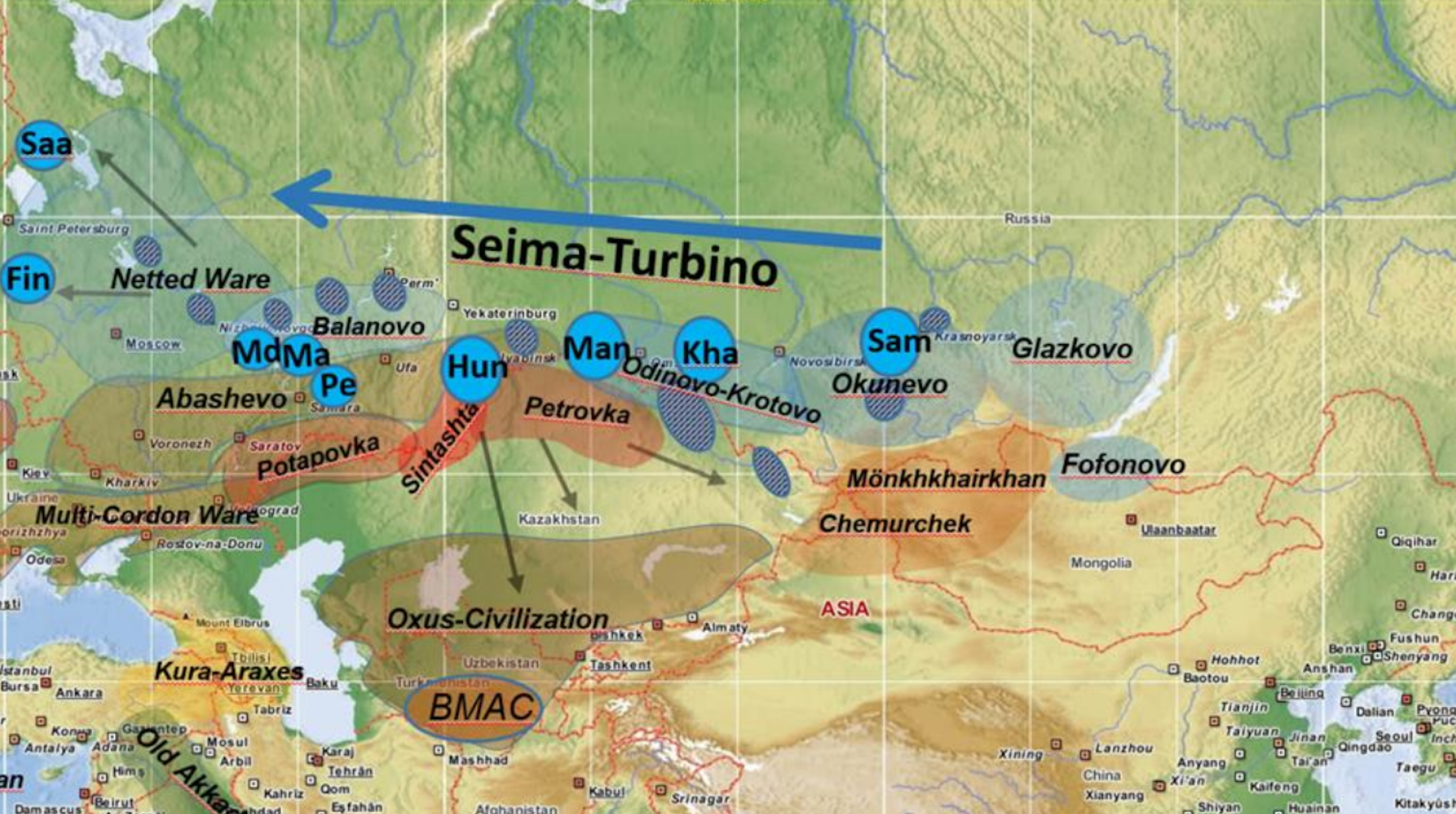
Expansion vers l'Ouest de la culture de Seima-Turbino à l'Âge du bronze ancien (vers 2300 – -1700).

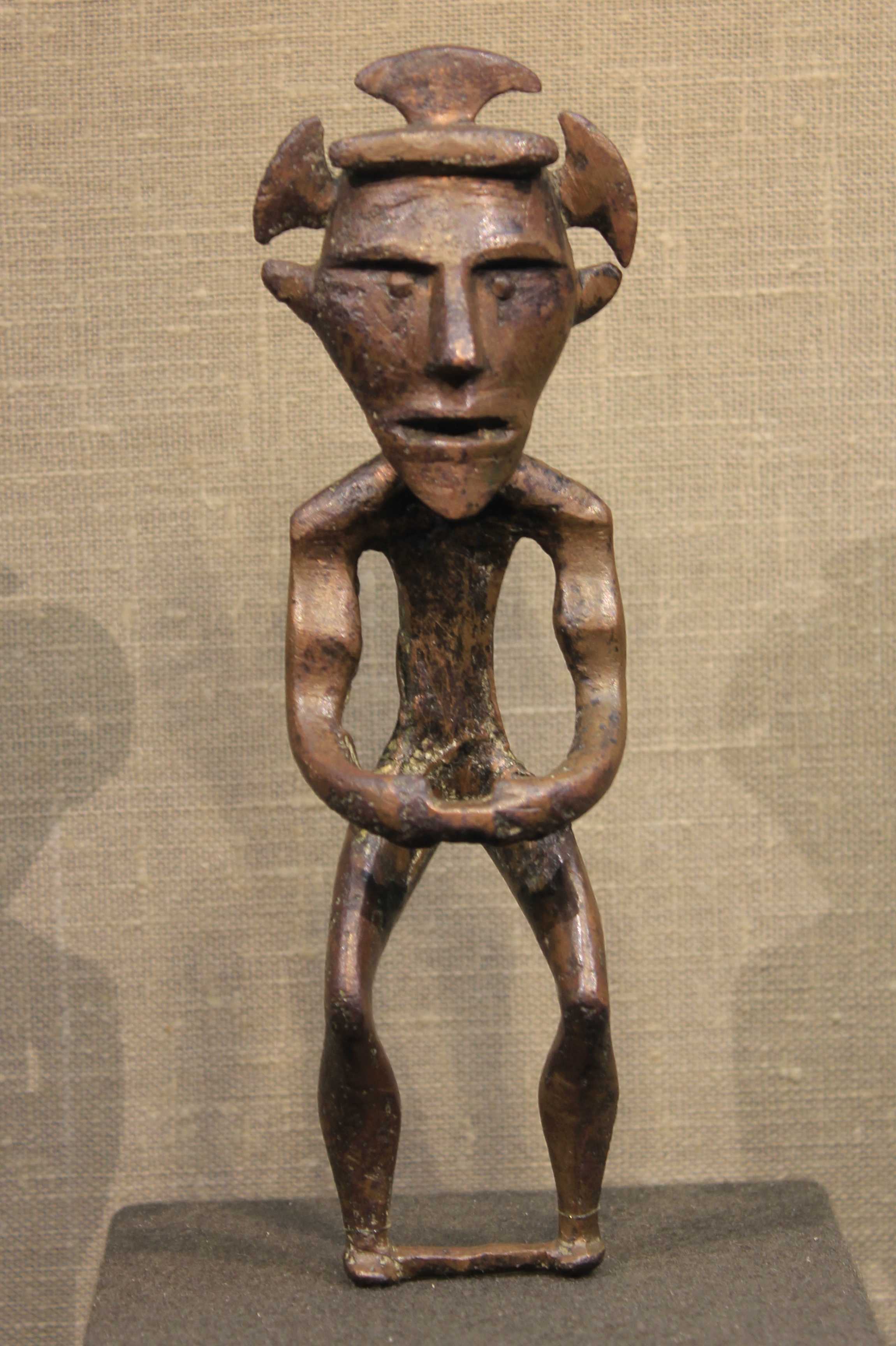
Statuette en bronze de la culture de Seima-Turbino (Musée historique d'État de Moscou)

## Historique
Le nom de cette culture provient de la nécropole de Seima (Sejma), au confluent de la rivière Oka et de la Volga, exhumée pour la première fois vers 1914, et de la nécropole de Turbino, à Perm, fouillée pour la première fois en 1924, en Russie d'Europe.

## Description
Les soldats enterrés dans les tombes de Seima-Turbino sont des guerriers nomades voyageant à cheval ou en charrette à deux roues.
Les vestiges en bronze ont été fabriqués avec de l'étain des montagnes de l'Altaï. Ils se signalent par le recours à des techniques avancées, dont la fonte à la cire perdue, et présentent un degré élevé de personnalisation artistique.

## Analyse
Les montagnes de l'Altaï, dans le Sud de la Sibérie et en Mongolie occidentale, pourraient être l'un des lieux d'origine de cette culture avant son expansion vers l'Ouest. On y a notamment trouvé des pointes de lance à crochets, des couteaux à une lame, et des haches à douille,.

## Génétique
Les profils génétiques tirés de l'ADN autosomal des individus étudiés associés à la culture de Seima-Turbino varient considérablement, allant d'une ascendance se rapprochant des individus du Néolithique récent / Âge du bronze ancien de Sibérie orientale à celle de l’Âge du bronze moyen de la steppe pontique. L'hétérogénéité génétique observée est cohérente avec la compréhension actuelle du réseau métallurgique de Seima-Turbino comme étant une expansion qui aurait absorbé les groupes humains rencontrés sur son chemin. Les données mettent toutefois en lumière chez de nombreux individus fossiles une ancienne composante génétique sibérienne trouvée sur leur ADN-Y, partagée aujourd'hui par les populations de langue ouralienne.
La paléogénétique montre une ascendance génétique patrilinéaire provenant apparemment de Iakoutie, lors du Néolithique récent - Âge du bronze ancien, fortement associée aux locuteurs ouraliens actuels. Celle-ci s'est propagée à partir d'une origine sibérienne orientale à partir d'environ 2500 av. J.-C. Elle est caractérisée par l'haplogroupe N du chromosome Y et ses sous-clades, qui apparaissent à haute fréquence parmi les locuteurs ouraliens actuels, en Russie d'Europe et en Sibérie occidentale.
L'ensemble de techniques avancées de métallurgie du bronze associées aux cultures de Seima-Turbino s’est répandu rapidement dans une immense région du nord de l’Eurasie vers 2000 av. J.-C. Les résultats des études génétiques soutiennent la théorie selon laquelle les premiers locuteurs ouraliens sont les auteurs de l'expansion des traditions métallurgiques de Seima-Turbino.